# Лейк-Линдси (Флорида)
Лейк-Линдси (англ. Lake Lindsey) — статистически обособленная местность, расположенная в округе Эрнандо (штат Флорида, США) с населением в 49 человек по статистическим данным переписи 2000 года.

## География
По данным Бюро переписи населения США статистически обособленная местность Лейк-Линдси имеет общую площадь в 0 квадратных километров, водных ресурсов в черте населённого пункта не имеется.
Статистически обособленная местность Лейк-Линдси расположена на высоте 30 м над уровнем моря.

## Демография
По данным переписи населения 2000 года в Лейк-Линдси проживало 49 человек, 12 семей, насчитывалось 23 домашних хозяйств и 30 жилых домов. Средняя плотность населения составляла около бесконечность человек на один квадратный километр. Расовый состав населённого пункта распределился следующим образом: 100,00 % белых, 
Из 23 домашних хозяйств в 30,4 % воспитывали детей в возрасте до 18 лет, 34,8 % представляли собой совместно проживающие супружеские пары, в 17,4 % семей женщины проживали без мужей, 43,5 % не имели семей. 34,8 % от общего числа семей на момент переписи жили самостоятельно, при этом 13,0 % составили одинокие пожилые люди в возрасте 65 лет и старше. Средний размер домашнего хозяйства составил 2,13 человек, а средний размер семьи — 2,62 человек.
Население статистически обособленной местности по возрастному диапазону по данным переписи 2000 года распределилось следующим образом: 26,5 % — жители младше 18 лет, 2,0 % — между 18 и 24 годами, 32,7 % — от 25 до 44 лет, 26,5 % — от 45 до 64 лет и 12,2 % — в возрасте 65 лет и старше. Средний возраст жителей составил 40 лет. На каждые 100 женщин в Лейк-Линдси приходилось 88,5 мужчин, при этом на каждые сто женщин 18 лет и старше приходилось 71,4 мужчин также старше 18 лет.
Средний доход на одно домашнее хозяйство статистически обособленной местности составил 25 192 доллара США, а средний доход на одну семью — 18 750 долларов. При этом мужчины имели средний доход в 0 долларов США в год против 8750 долларов среднегодового дохода у женщин. Доход на душу населения статистически обособленной местности составил 25 192 доллара в год. Все семьи имели доход, превышающий уровень бедности, 15,9 % от всей численности населения находилось на момент переписи населения за чертой бедности, при том все жители младше 18 и старше 65 лет имели совокупный доход, превышающий прожиточный минимум.